# Demonul din umbră
The Devil in the Dark este un episod din Star Trek: Seria originală care a avut premiera la 9 martie 1967.

## Prezentare
Trimisă spre colonia minieră de pe Janus VI, nava Enterprise primește sarcina de a investiga zvonurile despre o creatură subterană ciudată, responsabilă de distrugerea unor echipamente și de moartea a cincizeci de mineri. Kirk și Spock descoperă o formă de viață bazată pe silicon, o horta, ce trăiește în roca înconjurătoare. După ce rănește creatura, Spock efectuează o fuziune mentală, descoperind astfel motivul din spatele atacurilor hortei.